# Секулич, Тодор
То́дор Се́кулич (сербохорв. Тодор Секулић / Todor Sekulić) — югославский футбольный тренер, руководил сборной Югославии (Королевства СХС) на Олимпиаде 1924 года.

## Карьера

### Тренерская
Возглавлял главную национальную сборную Королевства СХС в 1924 году, сменив на посту главного тренера Велько Угринича. Руководил командой 26 мая 1924 года в единственной её игре на Олимпиаде 1924 года, которая завершилась поражением от будущих победителей этого розыгрыша сборной Уругвая со счётом 0:7, после чего Тодора на посту главного тренера сборной сменил Душан Зиная.
Матч сборной Королевства СХС под руководством Секулича:
| №  | Дата        | Соперник | Счёт        | Город | Зрители | Турнир    |
| -- | ----------- | -------- | ----------- | ----- | ------- | --------- |
| 1. | 26 мая 1924 | Уругвай  | 0 : 7 (0:3) | Париж | 1.000   | Олимпиада |